# Sterna acuticauda
La sterna ventrenero (Sterna acuticauda, Gmelin, 1789), è un uccello della sottofamiglia Sterninae nella famiglia Laridae.

## Tassonomia
Sterna acuticauda non ha sottospecie, è monotipica.
La sterna ventrenero è caratterizzata da un piumaggio sui toni del grigio , Sul collo e sulla nuca , ha la testa nera , e nella zona del ventre e grigio scuro ( da qui Il nome) , ha Il becco arancione e le zampe fosse palmate.

## Distribuzione e habitat
Questa sterna vive in Cina (Yunnan, ma ormai molto rara), Pakistan (Punjab e Sind settentrionale), India, Nepal, Bangladesh, Myanmar, Thailandia, Laos, Cambogia e forse Vietnam (Cocincina e Annam, ma nessun dato recente a conferma).